# Silver City (Iowa)
Silver City – miasto w Stanach Zjednoczonych, w stanie Iowa, w hrabstwie Mills. Zgodnie ze spisem statystycznym z 2000 roku, miasto liczyło 259 mieszkańców.